# Fritz Rosen (Grafiker)

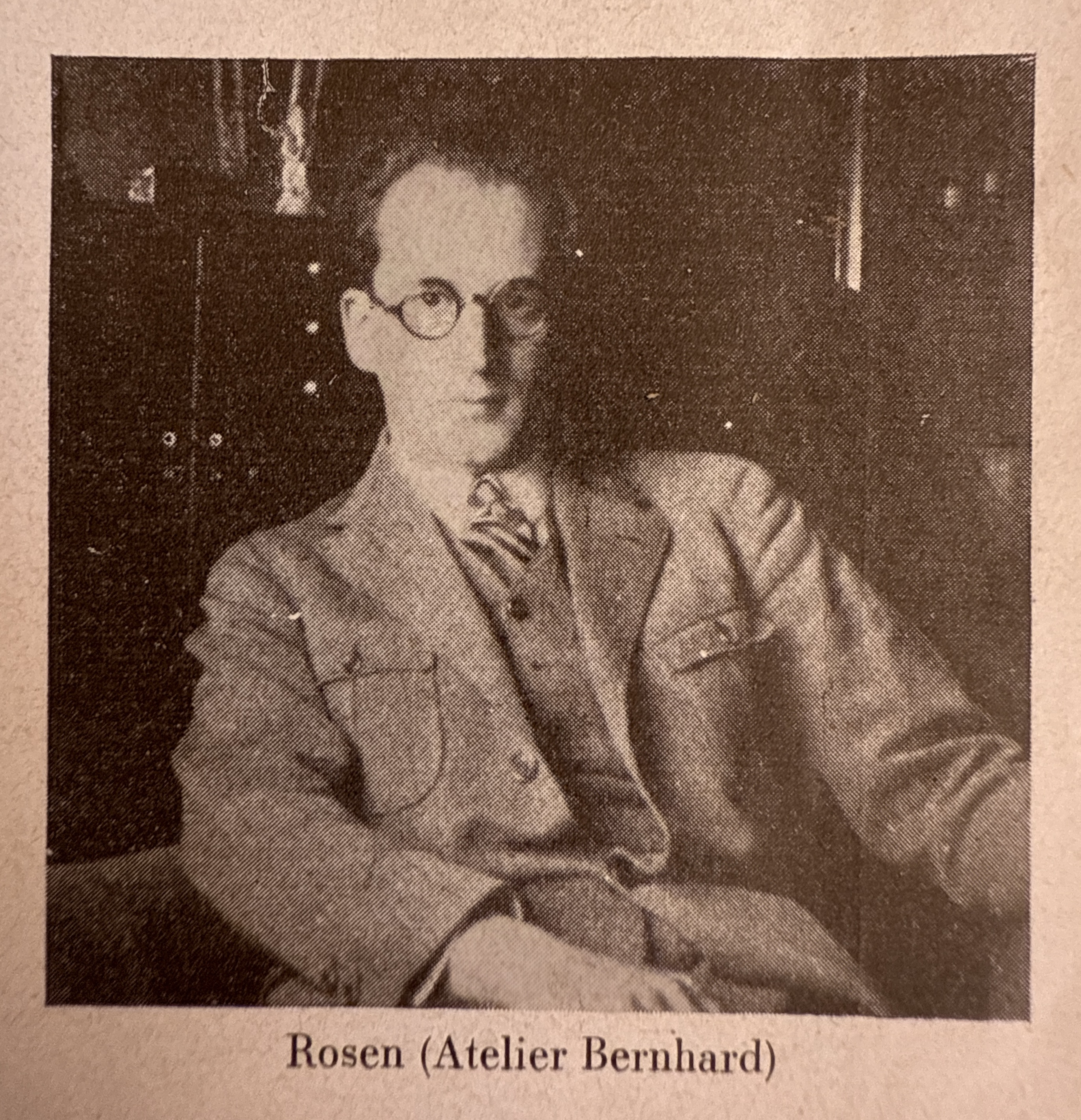
Foto von Fritz Rosen - Gebrauchsgraphik international advertising art 1924

Das von Fritz Rosen 1930 entworfene S-Bahn-Logo in der ursprünglichen Form eines Grabsteins

Fritz Rosen (geboren 1890 in Frankenthal; gestorben 1980 in Brighton, Großbritannien) war ein deutscher Grafiker. Seine bekannteste Arbeit dürfte das Logo der S-Bahn Berlin sein. Unter dem Pseudonym E. Mehrmann schuf er politische Plakate.

## Geschichte
Rosen arbeitete ab 1914 in einem Frankfurter Architekturbüro. Im Jahre 1918 ging er als Grafiker nach Berlin und trat 1924 in das Atelier des Professors für Reklamekunst, Lucian Bernhard, ein. 1924 versuchte Kurt Safranski erfolglos, Rosen zum Wechsel in den Ullstein Verlag zu überzeugen. 1926 entstand das prämierte Plakat Nach Berlin! Jeder einmal in Berlin, welches u. a. im Deutschen Historischen Museum 2004 im Rahmen der Ausstellung Strategie der Werbekunst 1850–1933 und 2021 in der Ausstellung  Deutsche Geschichte vom Mittelalter bis zum Mauerfall gezeigt wurde. Im gleichen Jahr entstanden zwei Plakate für Bosch (Blende nicht – leuchte mit Bosch-Licht! und Lärme nicht. Warne mit Bosch-Horn). Er gestaltete, zusammen mit Lucian Bernhard, das Plakat zur Reklameschau 1929 in Berlin. Außerdem entwarf Fritz Rosen in der Spätphase der Weimarer Republik einige Wahlplakate.
Im Jahre 1930 designte er im Auftrag der Reichsbahndirektion Berlin das Logo für die Berliner S-Bahn. Dieses wurde ab 13. November 1930 offiziell verwendet. Dafür erhielt er 800 Reichsmark. Nachdem Bernhard 1932 in die Vereinigten Staaten – er lebte bereits ab 1925 dort und Rosen hatte ab dann die Leitung des Ateliers übernommen – ausgewandert war, übernahm Rosen das Atelier ganz und veröffentlichte die Arbeiten unter der Bezeichnung Bernhard-Rosen.
Nach der Machtergreifung der Nationalsozialisten in Deutschland floh Fritz Rosen, Sohn jüdischer Eltern, Ende 1933 über mehrere Stationen nach Großbritannien, wo er sich 1936 in London als Werbegrafiker niederließ. Er starb 1980 in Brighton.
Das von ihm entworfene S-Bahn-Logo wird mittlerweile deutschlandweit als Erkennungszeichen für das S-Bahn-System verwendet.